# ایترون
ایترون (iteron) توالی‌های DNA تکراری است که نقش مهمی در تنظیم تعداد کپی پلاسمید در سلول‌های باکتریایی بازی می‌کند؛ و یکی از سه عامل نظارتی منفی موجود در پلاسمید هاست که تعداد کپی آن را کنترل می‌کند. دو عامل دیگر شامل RNAهای antisense و ctRNAها می‌باشد. ایترون‌ها برای نقش تنظیمی خود با پروتئین‌های آغازگر تکثیر (Rep) کمپلکس تشکیل می‌دهند. همچنین پروتئین Rep با ایترون‌ها ارتباط برقرار می‌کند و روند سنتز DNA پلاسمید را آغاز می‌کند، پس هم به‌عنوان آغازگر هم به‌عنوان مهارکننده عمل می‌کنند. پلاسمیدهای حاوی ایترون، سیستم‌های مدل برای مطالعه متابولیسم عناصر ژنتیکی خارج کروموزومی در سلول‌های باکتری (مخصوصاً باکتری‌های گرم منفی) هستند. علی‌رغم این واقعیت که این پلاسمیدها برای میزبان باکتری مقاومت آنتی‌بیوتیکی ایجاد می‌کنند، آن‌ها همچنین می‌توانند ویژگی‌های دیگر داشته باشند مانند: ژن‌هایی برای تخریب ترکیبات خاص یا تولید سم.